# Candeleda
Candeleda – miasto w Hiszpanii leżące w praowincji Ávila, we wspólnocie autonomicznej Kastylia i León. W 2007 liczyło 5 123 mieszkańców.

## Położenie geograficzne
Miasto znajduje się na południe od pasma Sierra de Gredos oraz najwyższego szczytu tego pasma: Almanzor.   